# Reggenza di Muko-Muko
La reggenza di Muko-Muko è una reggenza (in indonesiano: kabupaten) dell'Indonesia, situata nella provincia di Bengkulu.
Il capoluogo della reggenza è Mukomuko.